# Ladislav Mňačko
Ladislav Mňačko (28 janeiro 1919 – 24 Fevereiro 1994) foi um escritor e jornalista eslovaco. Participou do movimento de guerrilha durante a segunda guerra mundial. Depois da guerra foi um importante defensor e jornalista do regime comunista No entanto, desiludido, ele se tornou crítico ferrenho do regime, para o qual ele foi perseguido e censurado. No outono de 1967, ele foi para Israel como um protesto contra a postura da Checoslováquia durante a Guerra dos Seis Dias, mas voltou para a Tchecoslováquia logo depois.
Após o Pacto de Varsóvia pela União Soviética em agosto de 1968, ele emigrou novamente, desta vez para Áustria, onde viveu durante os próximos 21 anos. Logo após a queda do regime comunista em novembro de 1989 ele voltou para casa para a Tchecoslováquia (Janeiro de 1990). Mas novamente desiludido com a  política devido ao crescimento do nacionalismo na parte eslovaca da federação saiu novamente do país. Mňačko era contra a dissolução da Checoslováquia (em 1992). Morreu em 1994 repentinamente devido a fraqueza cardíaca durante uma curta visita da Eslováquia e foi sepultado em Bratislava.

## Obras
- Smrť sa volá Engelchen (Death Is Called Engelchen), 1959
- Oneskorené reportáže (Delayed Reportages , 1963
- Ako chutí moc (A Volúpia do Poder), 1967
- Siedma noc (The Seventh Night), 1968